# Vicente Mut y Armengol

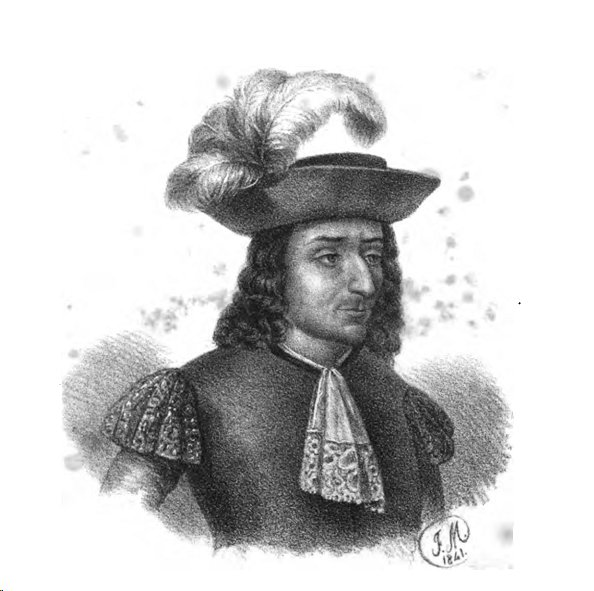
Vicente Mut

Vicente Mut y Armengol (latinisiert Mutus; * 25. Oktober 1614 in Palma; † 27. April 1687) war ein mallorquinischer Astronom, Ingenieur, Historiker, Mathematiker und Offizier der spanischen Krone.
Muts Vater war Juan Odon Mut, aus einer Familie von Notablen aus Llucmajor auf Mallorca, seine Mutter Maria Armengol. 
Mut besuchte das Kolleg der Jesuiten in Palma und studierte danach Mathematik und Jurisprudenz.
Nach Abschluss seiner Studien ergriff er die militärische Laufbahn, wobei er hauptsächlich als Militäringenieur und -mathematiker arbeitete und schließlich den Rang eines Sergeant Major (Sargento mayor) erreichte.
Er verfasste sowohl militärtechnische als auch astronomische Werke, vor allem aber historische, insbesondere eine Geschichte des Königreichs Mallorca in zwei Bänden (Historia del Reyno de Mallorca, 1650).
Der Mondkrater Mutus ist nach ihm benannt.

## Werke
- El principe en la guerra y en la paz : copiado de la vida del Emperador Iustiniano (Madrid 1640)
- Historia del Reyno de Mallorca (1650)
- Vida de la Vener. Madre Soror Isabel Cifra, fundadora de la casa de la edvcacion de la Civdad de Mallorca (Mallorca 1655)
- Arquitectura militar (1664)
- Observationes motuum coelestium, cum adnotationibus astronomicis, et meridianorum differentiis ab eclypsibus deductis (Mallorca 1666)
- Adnotaciones sobre los compendios de la artilleria (Mallorca 1668)